# Generalbas
Generalbas ili basso continuo (njem. Generalbass, tal. basso continuo) je vrsta skladanja i izvođenja glazbe u kojoj basova dionica služi kao akordni temelj skladbe. Mogu joj biti dodane brojke koje označuju akord koji tvori.
Pobliže objašnjeno, instrumentalistima u partituri nije napisana svaka nota ili notna funkcija koju trebaju odsvirati, već samo generalbas dionica, koja im daje na uvid isključivo basov ton i numeričke oznake koje govore koji akord trebaju odsvirati na tom tonu.
Ova praksa bila je korištena u glazbi baroka, a nakon svršetka baroka sve rjeđe. Danas se više ne koristi.

## Povijest
Pojavljuje se u Italiji krajem 16. stoljeća u glazbi baroka i gotovo je isključiva samo za to razdoblje. Koristi se u 17. i 18. stoljeću kao način bilježenja pratnje u vokalnim i vokalno-instrumentalnim djelima izvođenim na instrumentima s tipkama (čembalo, klavikord, orgulje) i eventualno kojem žičanom instrumentu (lutnja, teorba). Kako je pratnja tekla neprekidno kroz čitavu skladbu, dionica je nazvana basso continuo. Prve upute za realizaciju generalbasa nalaze se u predgovoru djela Ludovica Viadane Sto crkvenih koncerata (1602.). 
Sviranje generalbasa ubrzo je postalo veoma zahtjevno jer je izvođač morao posjedovati iznimno zahtjevno znanje harmonije. Morao je vješto postavljati i povezivati akorde, voditi linije glasova, imitirati motive i sl. Praksa generalbasa gubi se potkraj 18. stoljeća kada se javlja potreba za preciznim i potpunim zapisivanjem glazbenih djela.
Objavljeno je više uputa i udžbenika za izvođenje generalbasa, a danas se primjenjuje u nastavi harmonije, točnije u rješavanju harmonijskih zadataka.

## Notacija
U realiziranju dionice generalbasa, izvođač mora poštovati razne notacije koje određuju način sviranja generalbasa, pošto je sam po sebi neodređen i može se interpretirati na više načina. Tako, na primjer, izvođač nekada može birati u kojoj oktavi da svira svoju dionicu, ili, ako nije striktno naznačeno, može odsvirati arpeggio na akordu, umjesto sve note akorda odjednom, može improvizirati ukrase i sl. Sve ovisno o tempu, karakteru skladbe i notacijama.
Jedna od tih notacija jeste fraza "tasto solo" koja u partituri nalaže da se basova dionica treba svirati samo kao već navedeni notni zapis, bez dodavanja akorda na basove tonove, tj. izvođač svira svoju dionicu kao monofonu melodiju, bez harmoniziranja basa.

### Numeričke oznake
Numeričke oznake pisane ispod ili iznad basovog tona govore koji akord treba odsvirati, npr.
 bit će odsvirano kao 
Ovdje je basov ton C, a ispod njega oznaka za kvartsekstakord, znači da će se odsvirati kvarta i seksta iznad basovog tona što je drugi obrat F dura.

U slučajevima gdje se neki brojevi, poput 3 ili 5 (terca ili kvinta) podrazumijevaju, može ih se izostaviti, kao ovdje:
 može biti isto zapisano kao 
 i oboje se realiziraju ovako: 

Nekada se akord promijeni, ali se basov ton zadržava. U takvim se slučajevima oznaka za novi akord piše tamo gdje taj akord treba nastupiti.
 se realizira kao 

Kada se basov ton kreće, a note iznad se zadržavaju, piše se linija pored oznake koliko god se basov ton zadržava. Treba napomenuti da kada se basov ton kreće, akordi se mijenjaju iako to oznakama nije naznačeno.
 se realizira kao 

### Predznaci
Kada se u generalbasu pojavi sam predznak, bez broja ispod note, taj se predznak primjenjuje na tercu od basovog tona. U drugom slučaju, ako se pojavi predznak s brojem, taj predznak utječe na interval. 
 se realizira kao 

Kada se pored numeričke oznake pojavi križić, on označava da ton zadanog broja mijenja visinu tona za jedan polustepen. Na primjer, ako je ton u ljestvici snižen, razriješit će ga. Ako je ton razriješen, povisit će ga. Drugi način da se ova promjena označi je da se prekriži broj. Tako svi ovi primjeri označuju isto:
 se svi realiziraju kao 
Isto tako, iako rjeđe u uporabi, broj prekrižen prema gore označuje da se visina zvuka snižava za jedan polustepen. To isto radi i snizilica pored broja.
 se oboje realiziraju kao  